# Élections municipales de 1989 à Marseille
Pour un article plus général, voir Élections municipales françaises de 1989.
 (janvier 2025).
Si vous disposez d'ouvrages ou d'articles de référence ou si vous connaissez des sites web de qualité traitant du thème abordé ici, merci de compléter l'article en donnant les références utiles à sa vérifiabilité et en les liant à la section « Notes et références ».
Des élections municipales de 1989 à Marseille ont lieu les 12 et 19 mars 1989. 
Robert Vigouroux, qui a remplacé Gaston Defferre après son décès en 1986, se présente pour un nouveau mandat. Il ne reçoit cependant pas l'investiture du Parti socialiste, qui revient à Michel Pezet. Jean-Claude Gaudin se présente à la tête d'une alliance UDF-RPR.
Robert Vigouroux est largement réélu, remportant l'ensemble des huit secteurs de la ville.

## Mode de scrutin
Conformément à la loi PML, les élections se déroulent par secteur mais ceux-ci ont été redécoupés par rapport aux élections précédentes et regroupent désormais chacun deux arrondissements. 
Chaque secteur élit ses conseillers (303 au total), dont un tiers siègent au conseil municipal (101), selon la même procédure que dans les communes de plus de 3 500 habitants. Les premiers élus de chaque liste siègent également au conseil municipal, les suivants seulement au conseil de secteur. Lors de sa première séance, chaque conseil de secteur élit son maire de secteur.
| Secteur                | I  | II | III | IV | V  | VI | VII | VIII | Total |
| ---------------------- | -- | -- | --- | -- | -- | -- | --- | ---- | ----- |
| Conseillers de secteur | 22 | 16 | 22  | 30 | 30 | 26 | 32  | 24   | 202   |
| Conseillers municipaux | 11 | 8  | 11  | 15 | 15 | 13 | 16  | 12   | 101   |
| Nombre total d'élus    | 33 | 24 | 33  | 45 | 45 | 39 | 48  | 36   | 303   |

Dans chaque secteur, la liste arrivée en tête obtient la moitié des sièges. Le reste est réparti à la proportionnelle entre toutes les listes ayant obtenu au moins 5 % des voix. Un deuxième tour est organisé si aucune liste n'atteint les 50 % au premier tour, seules les listes ayant obtenu aux moins 10 % peuvent s'y présenter.

## Candidats

### Robert Vigouroux
| Secteur       | Tête de liste         | Parti | Parti        | Commentaire |
| ------------- | --------------------- | ----- | ------------ | ----------- |
| Ier (1/7)     | Robert Vigouroux      |       | PS dissident |             |
| IIe (2/3)     | Jean-Jacques Léonetti |       | PS dissident |             |
| IIIe (4/5)    | Guy Massias           |       | PS dissident |             |
| IVe (6/8)     | Yves Bonnel           |       | DVD          |             |
| Ve (9/10)     | Charles-Émile Loo     |       | PS dissident |             |
| VIe (11/12)   | Jacques Rocca Serra   |       | DVD          |             |
| VIIe (13/14)  | Pierre Rastoin        |       | DVD          |             |
| VIIIe (15/16) | Lucien Vassal         |       | PS dissident |             |

### Jean-Claude Gaudin
| Secteur       | Tête de liste      | Parti | Parti | Commentaire |
| ------------- | ------------------ | ----- | ----- | ----------- |
| Ier (1/7)     | Jean-Louis Tourret |       | UDF   |             |
| IIe (2/3)     | René Chouraqui     |       | RPR   |             |
| IIIe (4/5)    | Maurice Toga       |       | RPR   |             |
| IVe (6/8)     | Jean-Claude Gaudin |       | UDF   |             |
| Ve (9/10)     | Guy Teissier       |       | UDF   |             |
| VIe (11/12)   | Roland Blum        |       | UDF   |             |
| VIIe (13/14)  | Paul Mefret        |       | RPR   |             |
| VIIIe (15/16) | Raymond Gola       |       | RPR   |             |

### Michel Pezet
| Secteur       | Tête de liste     | Parti | Parti | Commentaire |
| ------------- | ----------------- | ----- | ----- | ----------- |
| Ier (1/7)     | Philippe Sanmarco |       | PS    |             |
| IIe (2/3)     | Jean-Noël Guérini |       | PS    |             |
| IIIe (4/5)    | Jules Rocca-Serra |       | PS    |             |
| IVe (6/8)     | Bernard Pigamo    |       | PS    |             |
| Ve (9/10)     | Gérard Bismuth    |       | PS    |             |
| VIe (11/12)   | Michel Pezet      |       | PS    |             |
| VIIe (13/14)  | Lucien Weygand    |       | PS    |             |
| VIIIe (15/16) | Guy Hermier       |       | PCF   |             |

### Gabriel Domenech
| Secteur       | Tête de liste       | Parti | Parti | Commentaire |
| ------------- | ------------------- | ----- | ----- | ----------- |
| Ier (1/7)     | Jean Roussel        |       | FN    |             |
| IIe (2/3)     | Jean-Pierre Griette |       | FN    |             |
| IIIe (4/5)    | Gabriel Domenech    |       | FN    |             |
| IVe (6/8)     | Roland Muesser      |       | FN    |             |
| Ve (9/10)     | Ronald Perdomo      |       | FN    |             |
| VIe (11/12)   | Gilbert Victor      |       | FN    |             |
| VIIe (13/14)  | Paul-Louis Chêne    |       | FN    |             |
| VIIIe (15/16) | André Isoardo       |       | FN    |             |

## Résultats
|                          |                          |                              | Premier tour 12 mars 1989 | Premier tour 12 mars 1989 | Second tour 19 mars 1989 | Second tour 19 mars 1989 |
| ------------------------ | ------------------------ | ---------------------------- | ------------------------- | ------------------------- | ------------------------ | ------------------------ |
| Inscrits                 | Inscrits                 | Inscrits                     | 476 559                   |                           | 476 559                  |                          |
| Abstentions              | Abstentions              | Abstentions                  | 174 582                   | 36,63 %                   | 167 778                  | 35,21 %                  |
| Votants                  | Votants                  | Votants                      | 301 977                   | 63,37 %                   | 308 781                  | 64,79 %                  |
|                          |                          |                              |                           |                           |                          |                          |
| Bulletins enregistrés    | Bulletins enregistrés    | Bulletins enregistrés        | 301 977                   |                           | 308 781                  |                          |
| Bulletins blancs ou nuls | Bulletins blancs ou nuls | Bulletins blancs ou nuls     | 11 789                    | 3,9 %                     | 4 471                    | 1,45 %                   |
| Suffrages exprimés       | Suffrages exprimés       | Suffrages exprimés           | 290 188                   | 96,1 %                    | 304 310                  | 98,55 %                  |
|                          |                          |                              |                           |                           |                          |                          |
|                          | Candidat                 | Parti                        | Suffrages                 | Pourcentage               | Suffrages                | Pourcentage              |
|                          | Robert Vigouroux         | PS dissident – Divers gauche | 125 134                   | 43,12 %                   | 145 996                  | 47,98 %                  |
|                          | Jean-Claude Gaudin       | UDF – RPR                    | 75 644                    | 26,07 %                   | 78 127                   | 25,67 %                  |
|                          | Michel Pezet             | PS – PCF – MRG               | 44 730                    | 15,41 %                   | 37 138                   | 12,2 %                   |
|                          | Gabriel Domenech         | FN                           | 40 513                    | 13,96 %                   | 43 049                   | 14,15 %                  |
|                          | Bernard Manovelli        | Écologistes                  | 4 167                     | 1,44 %                    |                          |                          |